# Sierra Pan Duro
La Sierra Pan Duro es una cadena montañosa ubicada en el territorio centro del municipio de Agua Prieta, en el noreste del estado de Sonora, México. Tiene una altitud máxima de aproximadamente 2,200 m s. n. m. El clima del lugar es semi frío y subhúmedo, su formación es de roca ígnea extrusiva, conocida como roca volcánica, y el suelo dominante del área es el leptosol. Su ecosistema es el bosque, dónde predominan los árboles.